# Fera de Castro Laboreiro
A "Fera de Castro Laboreiro", também conhecida como "Fera de Fiães" é uma lenda popular originária de Castro Laboreiro, no concelho de Melgaço, distrito de Viana do Castelo, no norte de Portugal.

## Contexto Histórico

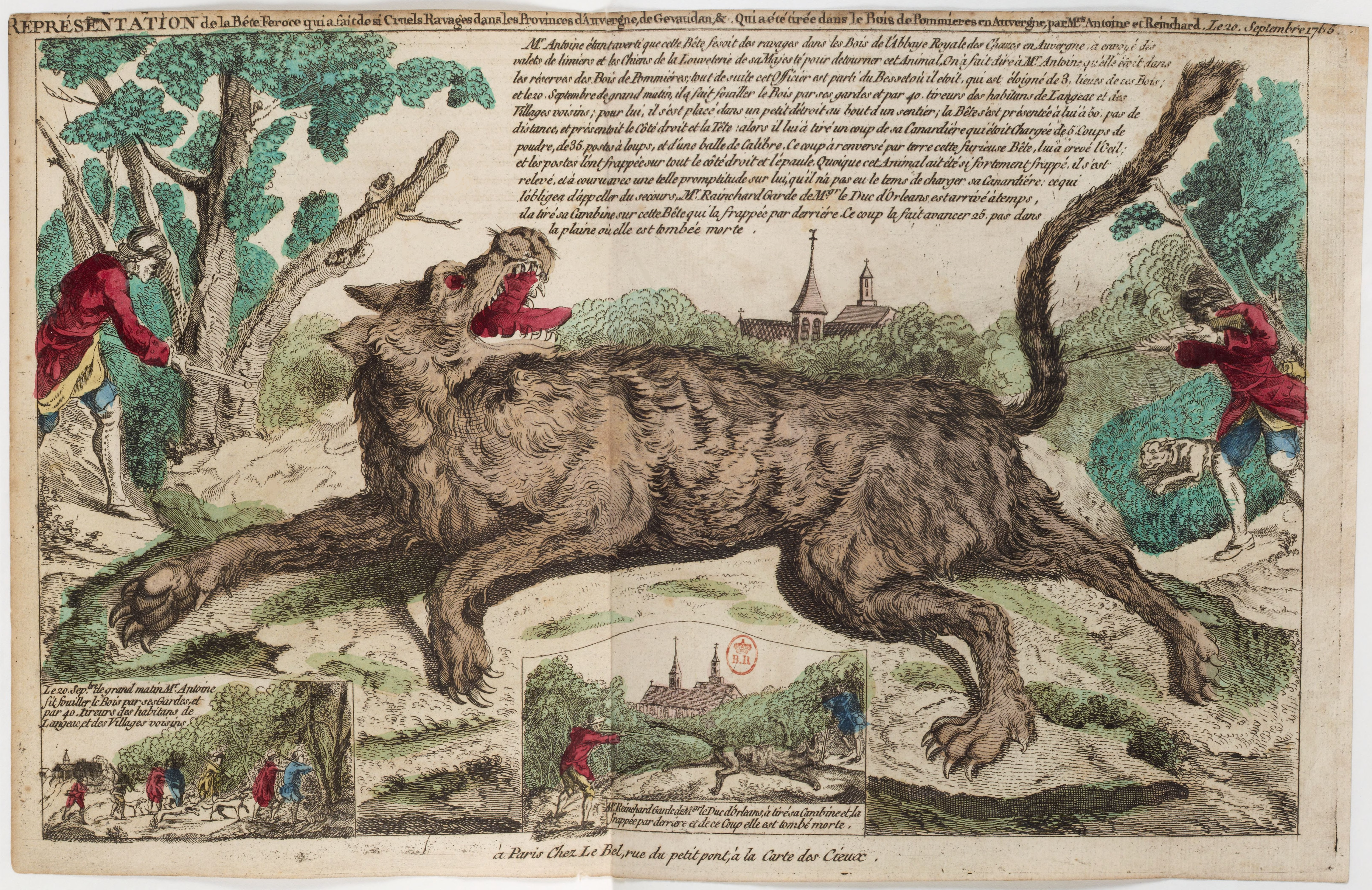
Gravura da Besta de Gévaudan, realizada por Gervais-François Magné de Marolles (século XVIII)

Durante centenas de séculos, era bastante comum, na maior parte da Europa, existirem relatos de misteriosas criaturas de grande porte que surgiam inesperadamente em zonas rurais e remotas, causando um considerável número de vítimas, não só na criação de gado local, como também de vidas humanas. As feras, que não eram lobos, ursos ou javalis comuns, provocavam o total pânico nas povoações, sendo os seus ataques divulgados de boca em boca ou na imprensa, onde se oferecia por vezes uma recompensa a quem se atrevesse a por um fim ao seu reinado de terror. 
Do séc. XVII ao séc. XIX, houve inúmeros casos registados, sendo o país com mais casos e vítimas a França. Com mais de uma centena de ataques, os casos da Besta de Gévaudan, de Cévennes ou dos "lobos" de Soissons, Sarlat e Périgord tornaram-se em alguns dos mais conhecidos nos dias de hoje, contudo, em algumas localidades, o medo e o fervor religioso, geraram também episódios de caças às bruxas e lobisomens, sendo atribuída a culpa das estranhas mortes a vários homens e mulheres, como no caso do lobisomem galego Manuel Blanco Romasanta, em Espanha. Em Inglaterra, o mesmo fenómeno era atribuído também a lobisomens ou criaturas fantasmagóricas, como os monstruosos cães negros conhecidos como Barghest, Black Shuck ou ainda Gytrash.
Na Península Ibérica, o caso foi idêntico, sendo que em Portugal surgiram casos de misteriosos e mortíferos ataques de bestas ou estranhas feras em Montalegre, Chaves e em Melgaço, sendo este último conhecido na região raiana como a "Fera de Castro Laboreiro" ou ainda a "Fera de Fiães". Transmitida oralmente, sendo poucos os documentos oficiais ou publicações periódicas preservadas até aos dias de hoje que expliquem os reais eventos que provocaram o terror na localidade minhota, a história da mítica besta ou fera é classificada como lenda, tendo nunca sido descoberto o verdadeiro animal ou culpado.

## Lenda
Reza a lenda que em 1861, as pequenas povoações galegas de Padrenda, São João do Monte Redondo e Gorgua, foram devastadas pelos terríveis ataques de uma misteriosa fera, que dali atravessou a fronteira pelas montanhas e tomou como território de caça as povoações de Castro Laboreiro e Fiães, em Melgaço, fazendo de imediato inúmeras vítimas na população local.

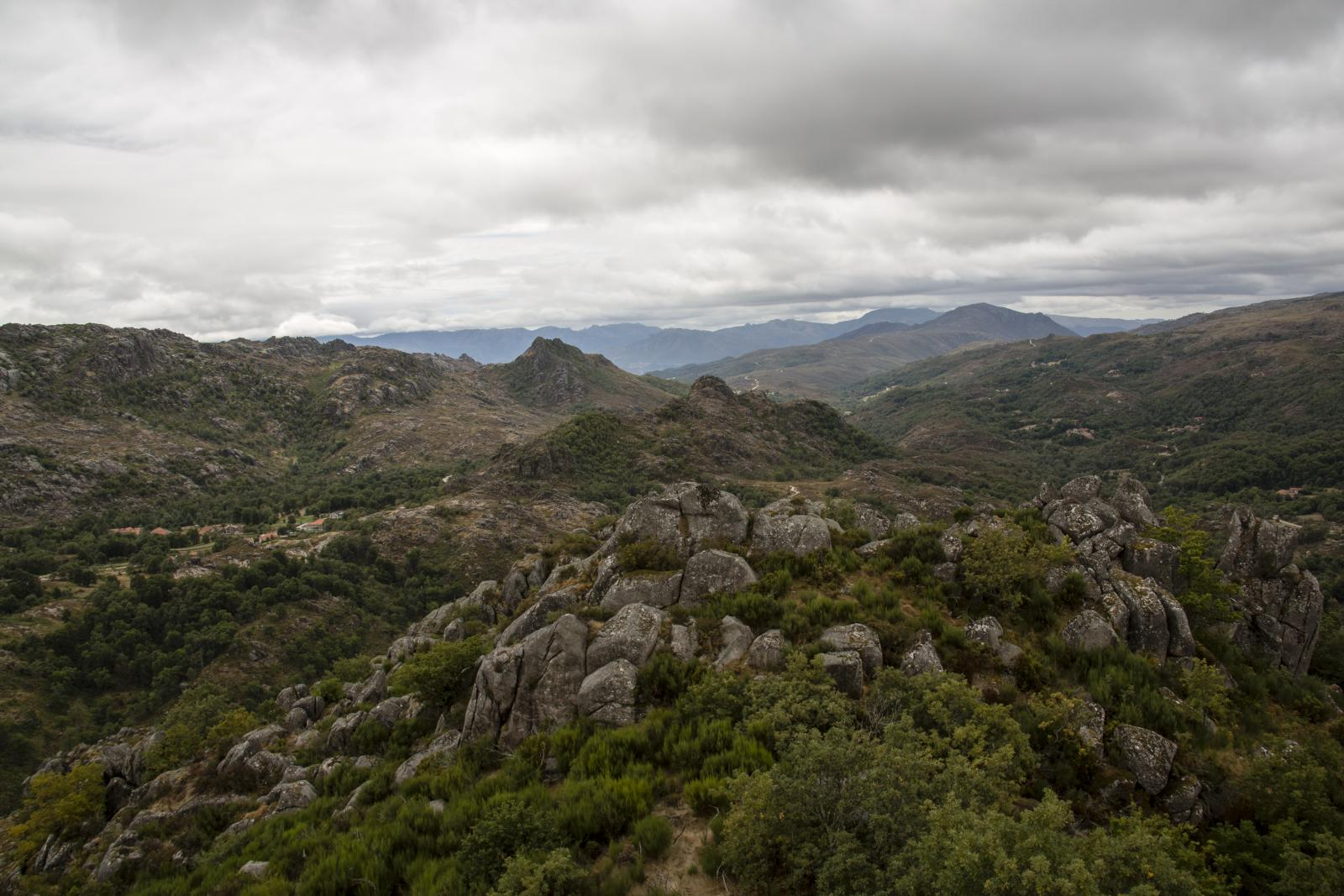
Paisagem de Castro Laboreiro, Melgaço, Portugal

Em poucos dias, nos ermos caminhos e montes, tornou-se frequente encontrar carcaças ou ossadas de antigas vítimas, tanto animais como humanas, sendo que num só dia foi registado que duas crianças haviam sido encontradas sem vida, sendo uma devorada e a outra despedaçada. Com o misterioso aumento do número de mortos e desaparecidos, decretou-se o recolher obrigatório durante a noite. Ninguém podia sair de casa sem estar armado ou acompanhado, e rapidamente criaram-se histórias sobrenaturais sobre a origem do terrível animal. Segundos uns, a fera era um filho indigno, amaldiçoado pelos próprios pais, segundo outros um "Caim", que após matar o seu irmão havia sido transformado numa besta ou lobisomem, e ainda outros que acreditavam que se tratava de uma alma do outro mundo ou até mesmo do diabo em pessoa.
Eis que certo dia, os homens das localidades atacadas, combinaram fazer uma grande montaria ao animal. Reuniram-se em volta da capela de Alcobaça, entre Fiães e Castro Laboreiro, e com mais de trezentos homens investiram pela floresta das Ramalheiras. Ao final do dia, não encontraram a fera, mas conseguiram resgatar um jovem pastorzinho que havia sido terrivelmente ferido pelo animal horas antes. Quando perguntaram o que tinha acontecido, o rapaz respondeu que nunca tinha visto um animal como aquele, «enorme, com garras e presas gigantes», e que se não fosse pelas suas vacas, que se atiraram em debandada na direcção do predador, não estaria ali para contar a história.
Nos seguintes anos, a fera continuou a caçar pelas redondezas, desaparecendo por meses, mas regressando sempre a Castro Laboreiro, até finalmente desaparecer anos mais tarde, sem deixar qualquer rasto. Nunca se soube realmente que espécie de animal era, contudo, pelos relatos dos que tiveram a infelicidade de o ver e sobreviver, supôs-se que seria um grande felino, sendo apontada a hipótese de um tigre, possivelmente fugido da jaula de um domador ou dum circo itinerante, animal este nunca visto pela maioria dos moradores da localidade até então.